# José Costa Leite
José Costa Leite (Sapé, 27 de julho de 1927 – Condado, 24 de agosto de 2021) foi um cordelista, xilogravurista e autor de almanaque popular brasileiro. Viveu grande parte de sua vida na cidade de Condado, Zona da Mata Norte de Pernambuco.

## Biografia
Iniciou-se na arte da literatura de cordel e da gravura aos 20 anos, vendendo, declamando e escrevendo folheto de feira. O primeiro almanaque foi feito em 1959, exibido no ano de 1960, e chamava-se Calendário Brasileiro. As primeiras xilogravuras são de 1949, ilustravam os folhetos de sua autoria, O rapaz que virou bode e a Peleja de Costa Leite e a poetisa baiana.
Artista completo, Costa Leite extrapolou o mundo da escrita, exercitando sua criatividade em outras áreas: era ele quem desenhava, talhava na madeira e ilustrava as capas dos próprios folhetos. Aventura e discussão, por exemplo, foram alguns dos temas preferidos do artista popular.
Criou pelejas fictícias com importantes personagens do mundo da cantoria de viola, como Preto Limão, Severino Borges Silva, Patativa do Assaré, Ivanildo Vila Nova. Além de José Costa Leite, assina como “H. Renato”, “João Parafuso”, “Seu Mané do Talo Dentro”, “Nabo Seco” nos folhetos de “safadeza”, cheios de picardia e duplo sentido, como A mulher da coisa grande, A pulga na camisola, dentre outros.
Dono de uma técnica muito pessoal, Costa Leite já expôs sua obra nos Estados Unidos, França e Chile, além de vários estados brasileiros. Contava com um acervo de mais de 500 títulos, além de manuscritos inéditos. Foi considerado Patrimônio Vivo de Pernambuco de 2006 até 2021, data de sua morte.